# Petit-Tenquin
Petit-Tenquin (Duits: Kleintänchen) is een gemeente in het Franse departement Moselle in de regio Grand Est. De gemeente telde 216 inwoners op 1 januari 2022.

## Geschiedenis
De gemeente maakte voor 2015 deel uit van het arrondissement Forbach en kanton Grostenquin. Op 1 januari van dat jaar fuseerde het arrondissement met het arrondissement Boulay-Moselle tot het arrondissement Forbach-Boulay-Moselle. Toen het kanton op 22 maart 2015 werd opgeheven werden Petit-Tenquin opgenomen in het kanton Sarralbe.

## Geografie
De oppervlakte van Petit-Tenquin bedraagt 4,88 vierkante kilometer; Op 1 januari 2022 was de bevolkingsdichtheid 44,3 inwoners per km².
De onderstaande kaart toont de ligging van Petit-Tenquin met de belangrijkste infrastructuur en aangrenzende gemeenten.

## Demografie
Onderstaande figuur toont het verloop van het inwonertal.